# Anniken Huitfeldt
Anniken Scherning Huitfeldt (Bærum, 29 november 1969) is een Noors politica van de Arbeiderspartij. Sinds oktober 2021 is zij minister van Buitenlandse Zaken in het kabinet van Jonas Gahr Støre. Eerder bekleedde ze verschillende andere ministerschappen in het tweede kabinet van Jens Stoltenberg (2008–2013). Sinds 2005 is Huitfeldt parlementslid in de Storting.

## Biografie
Huitfeldt werd geboren in Bærum, een forenzengemeente aan de westkant van Oslo. Ze stamt uit een oud Deens-Noors adellijk geslacht. Haar vader was rechter, haar moeder lector. Huitfeldt studeerde geschiedenis aan de Universiteit van Oslo, waar ze in 1996 afstudeerde. Na haar studie werkte ze onder meer als onderzoekster bij de universiteit.
Tijdens haar opleiding was Huitfeldt actief in de jongerenorganisatie van de Arbeiderspartij (Arbeiderpartiet). Nadat ze eerder reservelid van de Storting was, werd ze bij de verkiezingen van 2005 gekozen tot parlementslid voor Akershus.
In 2008 werd ze benoemd tot minister voor Gezin en Emancipatie in het kabinet-Stoltenberg II. Hiermee werd ze de opvolgster van Manuela Ramin Osmundsen, die gedwongen moest opstappen. Nadat de regering van Jens Stoltenberg in 2009 haar meerderheid had behouden, werd Huitfeldt aangesteld als minister van Cultuur. Na het tussentijdse vertrek van de minister van Sociale Zaken in september 2012 werd Huitfeldt in diens positie benoemd.
Bij de verkiezingen van 2013 verloor de regering van Stoltenberg haar meerderheid, waarna de Arbeiderspartij in de oppositie verdween. Huitfeldt werd wel als parlementslid herkozen. In het parlement werd ze bovendien gekozen als voorzitter van de commissie voor Buitenlandse Zaken, een positie die ze behield na de verkiezingen van 2017.
Na de verkiezingen van 2021 kwam de Arbeiderspartij opnieuw aan de macht en werd Jonas Gahr Støre de nieuwe premier. In het kabinet-Støre, dat in oktober 2021 aantrad, werd Huitfeldt aangesteld als minister van Buitenlandse Zaken.
- Bibsys: 97017630
- International Standard Name Identifier: 0000 0003 6161 3663
- Library of Congress Control Number: nb2018011420
- Virtual International Authority File: 221737192
- WorldCat: E39PBJpjcTk94cRvMPqGm4WxDq